# 徹奇克里克 (馬里蘭州)
徹奇克里克（英語：Church Creeek）是一個位於美國馬里蘭州多徹斯特縣的市鎮。

## 人口
根據2020年美國人口普查的數據，徹奇克里克的面積為0.87平方千米，當中陸地面積為0.87平方千米，而水域面積為0.00平方千米。當地共有人口102人，而人口密度為每平方千米117人。